# 3726 Johnadams
3726 Johnadams eller 1981 LJ är en asteroid i huvudbältet som upptäcktes den 4 juni 1981 av den amerikanske astronomen Edward L.G. Bowell vid Anderson Mesa Station. Den är uppkallad efter den amerikanske presidenten John Adams.
Asteroiden har en diameter på ungefär 10 kilometer och den tillhör asteroidgruppen Koronis.